# مالابار
مالابار (بالإنجليزية: Malabar)‏ هي مدينة أمريكية تقع في ولاية فلوريدا. تبلغ مساحة هذه المدينة 34.2 (كم²)،ويبلغ عدد سكانها 2757 نسمة حسب إحصاء سنة 2010 م 2757.تشير إحصاءات سنة 2000م بأن الكثافة السكانية في هذه المدينة تقدر بـ(auto) نسمة/كم2 